# Roiglise
Roiglise és un municipi francès situat al departament del Somme i a la regió dels Alts de França. L'any 2007 tenia 173 habitants.

## Demografia

### Població

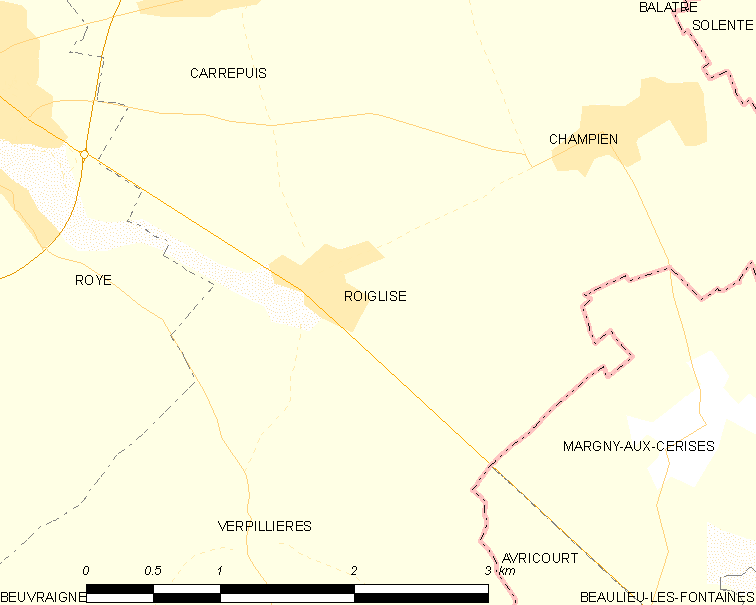

El 2007 la població de fet de Roiglise era de 173 persones. Hi havia 56 famílies de les quals 16 eren unipersonals (16 dones vivint soles i 16 dones vivint soles), 12 parelles sense fills, 24 parelles amb fills i 4 famílies monoparentals amb fills.

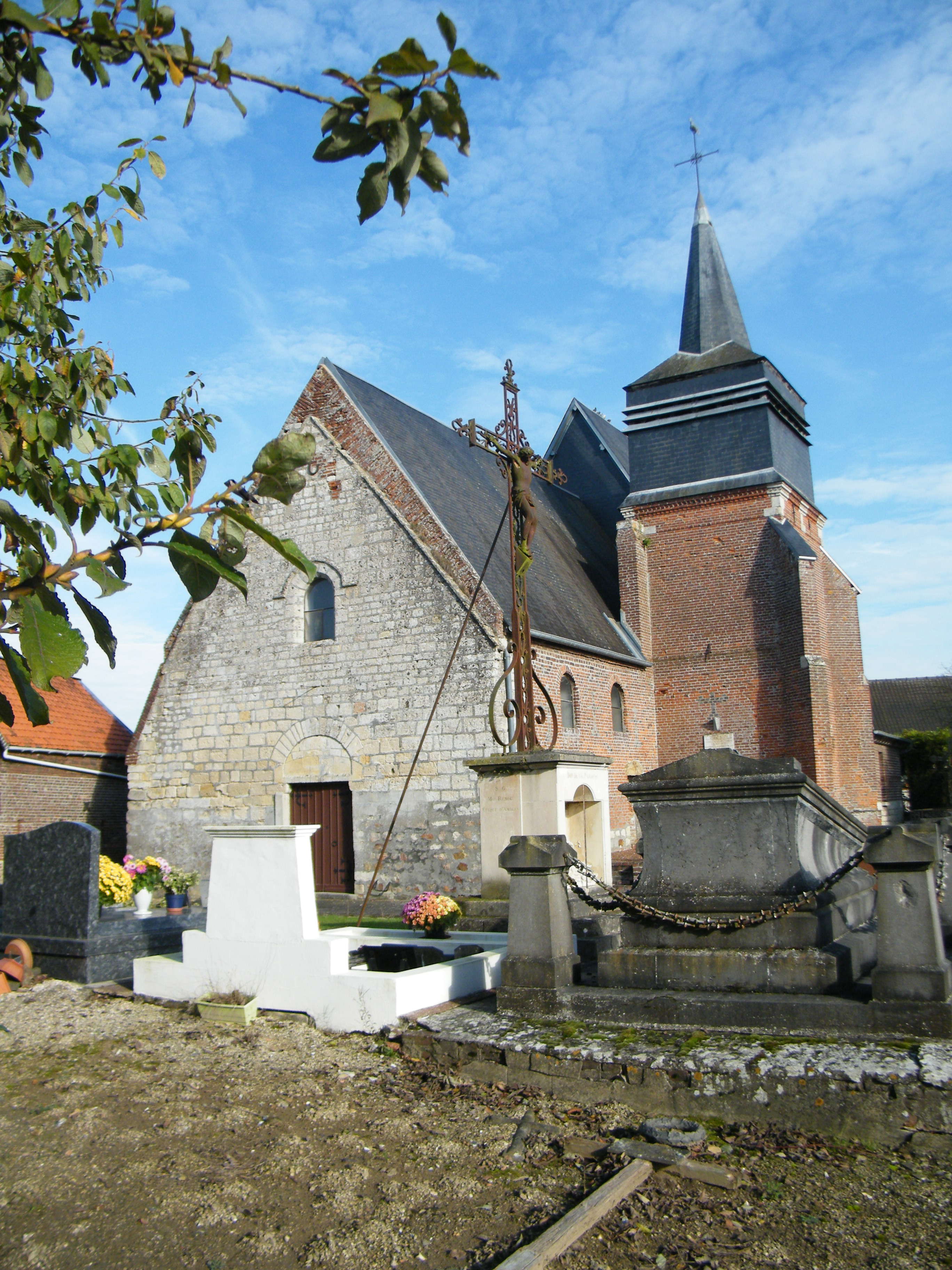

La població ha evolucionat segons el següent gràfic:
Habitants censats

### Habitatges
El 2007 hi havia 70 habitatges, 63 eren l'habitatge principal de la família, 2 eren segones residències i 4 estaven desocupats. 67 eren cases i 2 eren apartaments. Dels 63 habitatges principals, 56 estaven ocupats pels seus propietaris, 7 estaven llogats i ocupats pels llogaters i 1 estava cedit a títol gratuït; 2 tenien dues cambres, 9 en tenien tres, 10 en tenien quatre i 43 en tenien cinc o més. 52 habitatges disposaven pel capbaix d'una plaça de pàrquing. A 24 habitatges hi havia un automòbil i a 34 n'hi havia dos o més.

### Piràmide de població

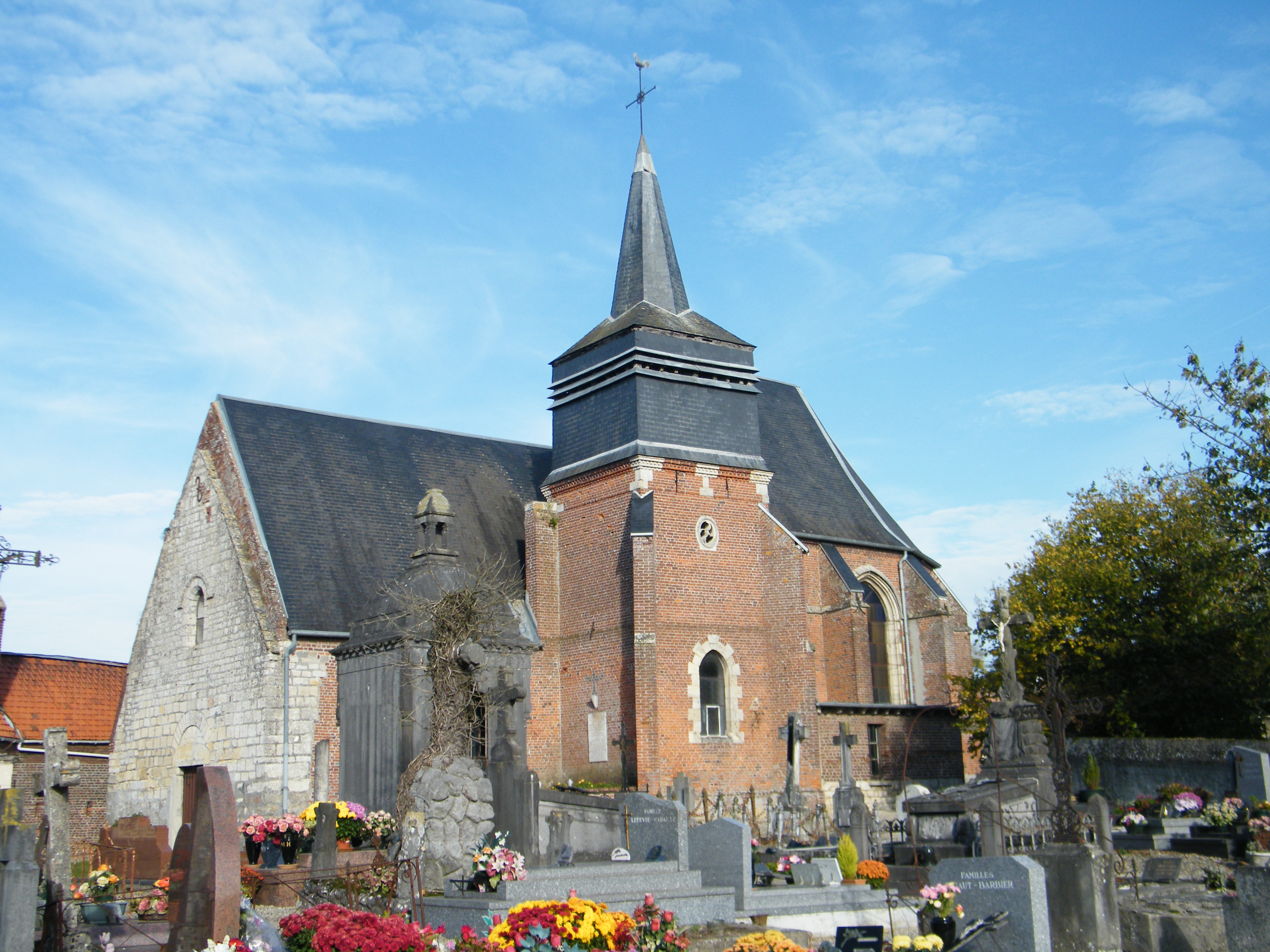

La piràmide de població per edats i sexe el 2009 era:
| Homes | Edats   | Dones |
| ----- | ------- | ----- |
| 0     | 95 o +  | 0     |
| 0     | 90 a 94 | 0     |
| 0     | 85 a 89 | 0     |
| 0     | 80 a 84 | 0     |
| 0     | 75 a 79 | 0     |
| 0     | 70 a 74 | 0     |
| 12    | 65 a 69 | 8     |
| 8     | 60 a 64 | 4     |
| 0     | 55 a 59 | 0     |
| 12    | 50 a 54 | 8     |
| 12    | 45 a 49 | 4     |
| 4     | 40 a 44 | 16    |
| 4     | 35 a 39 | 0     |
| 0     | 30 a 34 | 4     |
| 0     | 25 a 29 | 4     |
| 8     | 20 a 24 | 4     |
| 4     | 15 a 19 | 8     |
| 12    | 10 a 14 | 8     |
| 8     | 5 a 9   | 4     |
| 0     | 0 a 4   | 4     |

## Economia

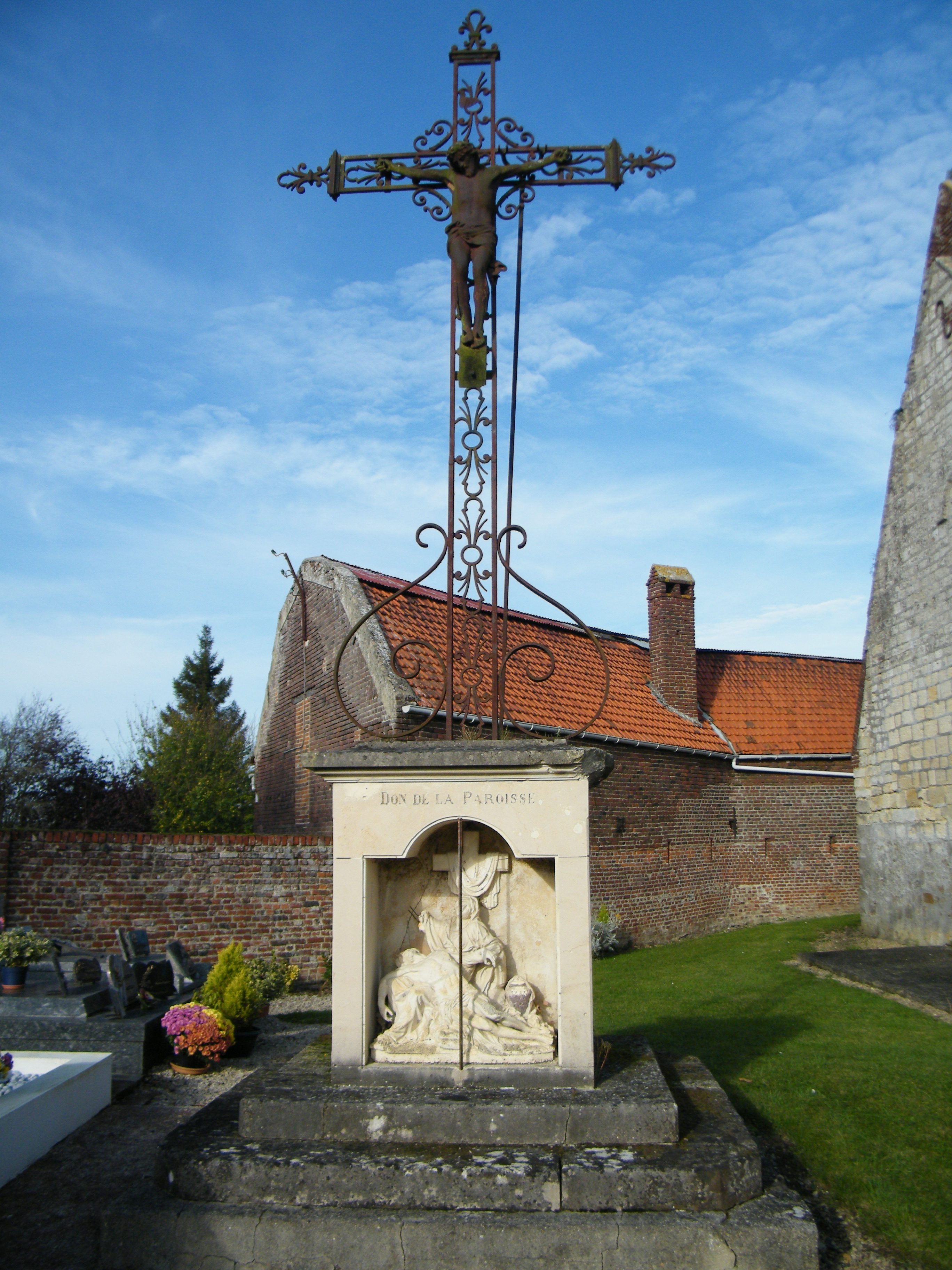

El 2007 la població en edat de treballar era de 124 persones, 92 eren actives i 32 eren inactives. De les 92 persones actives 78 estaven ocupades (43 homes i 35 dones) i 14 estaven aturades (7 homes i 7 dones). De les 32 persones inactives 12 estaven jubilades, 11 estaven estudiant i 9 estaven classificades com a «altres inactius».

### Ingressos
El 2009 a Roiglise hi havia 64 unitats fiscals que integraven 178,5 persones, la mediana anual d'ingressos fiscals per persona era de 20.772 €.

### Activitats econòmiques

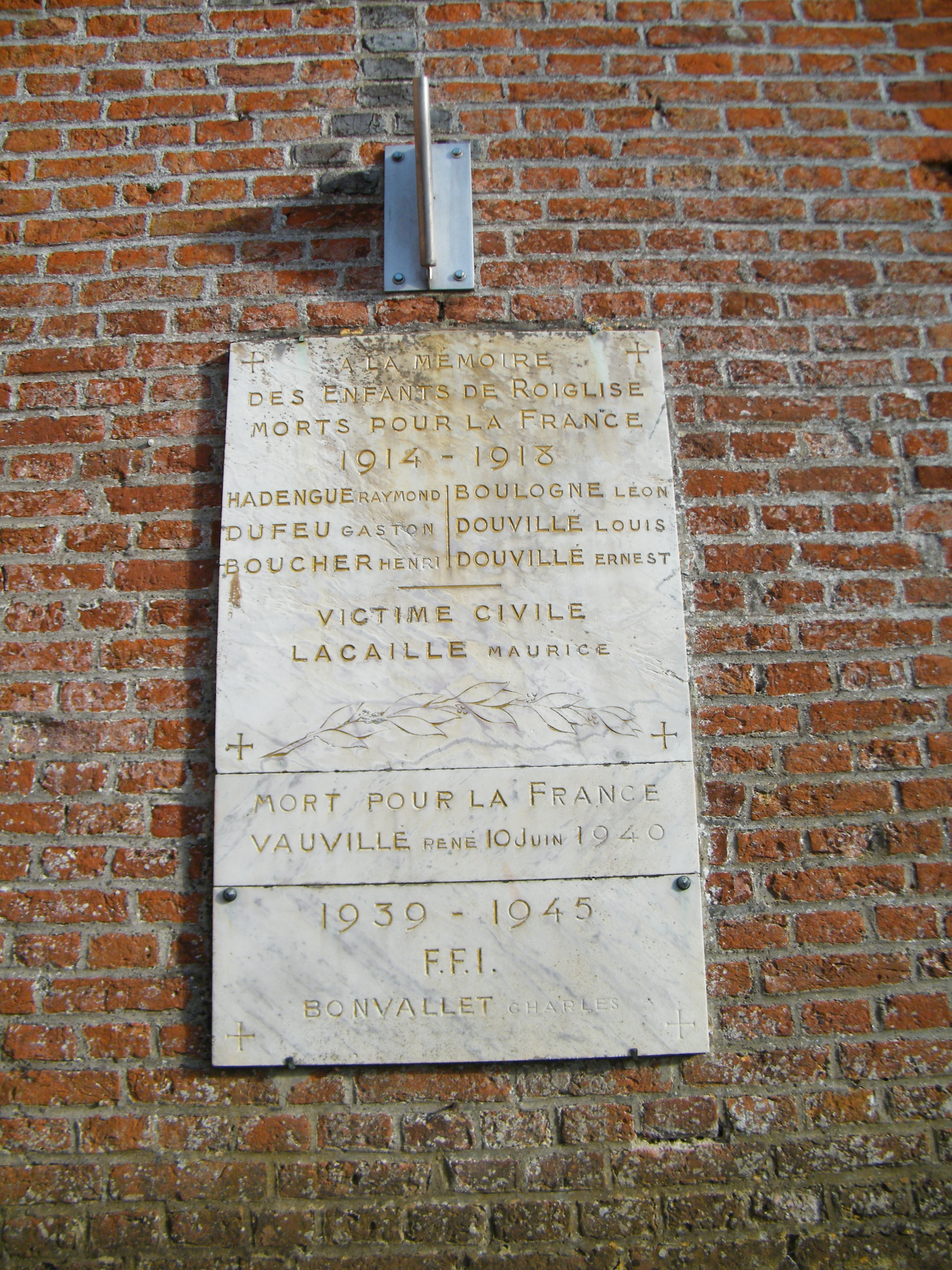

Dels 9 establiments que hi havia el 2007, 1 era d'una empresa de fabricació d'altres productes industrials, 2 d'empreses de construcció, 3 d'empreses de comerç i reparació d'automòbils, 1 d'una empresa de transport i 2 d'empreses immobiliàries.
Dels 2 establiments de servei als particulars que hi havia el 2009, 1 era un taller de reparació d'automòbils i de material agrícola i 1 electricista.

## Equipaments sanitaris i escolars
El 2009 hi havia una escola elemental integrada dins d'un grup escolar amb les comunes properes formant una escola dispersa.

## Poblacions més properes

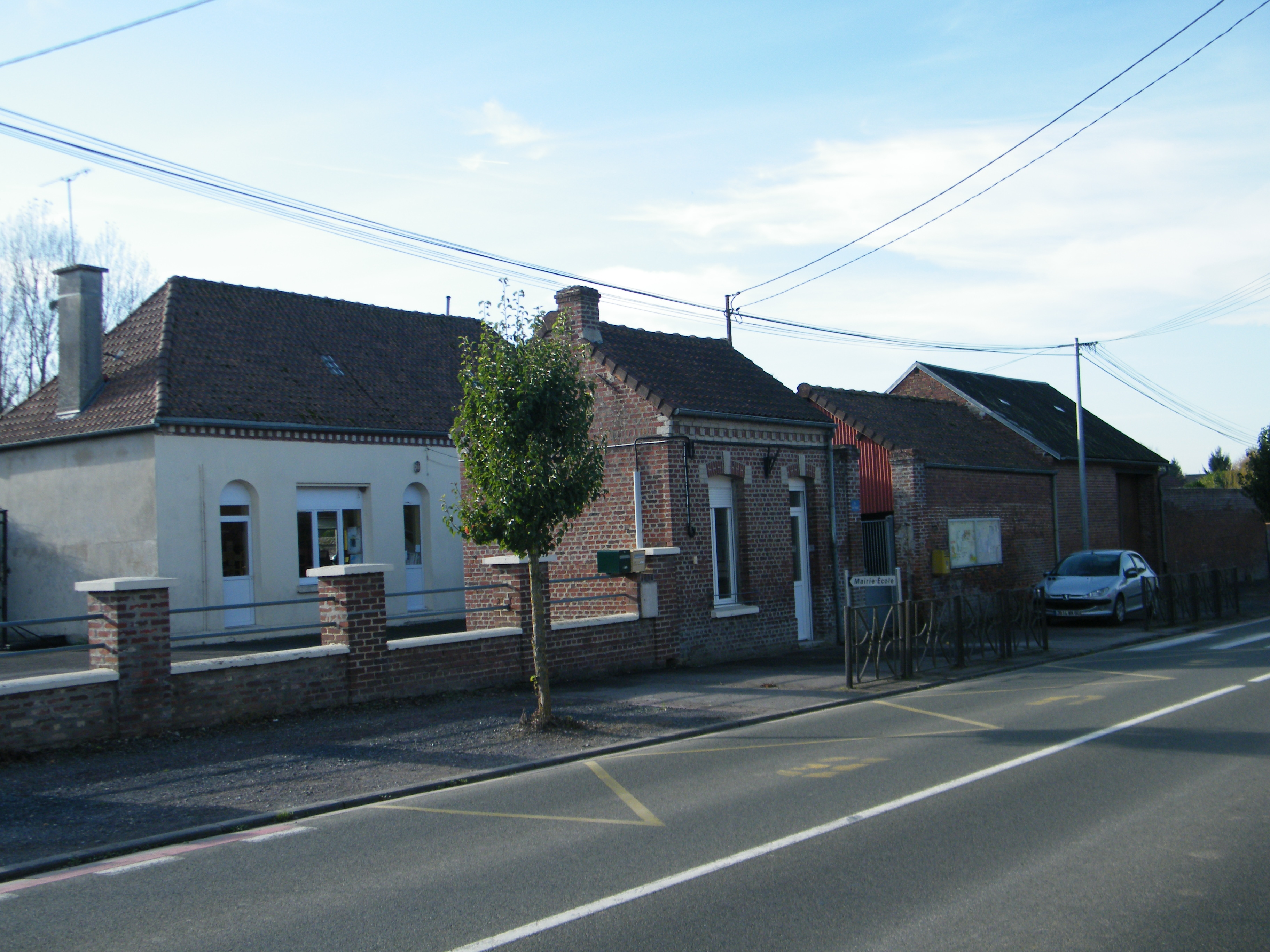

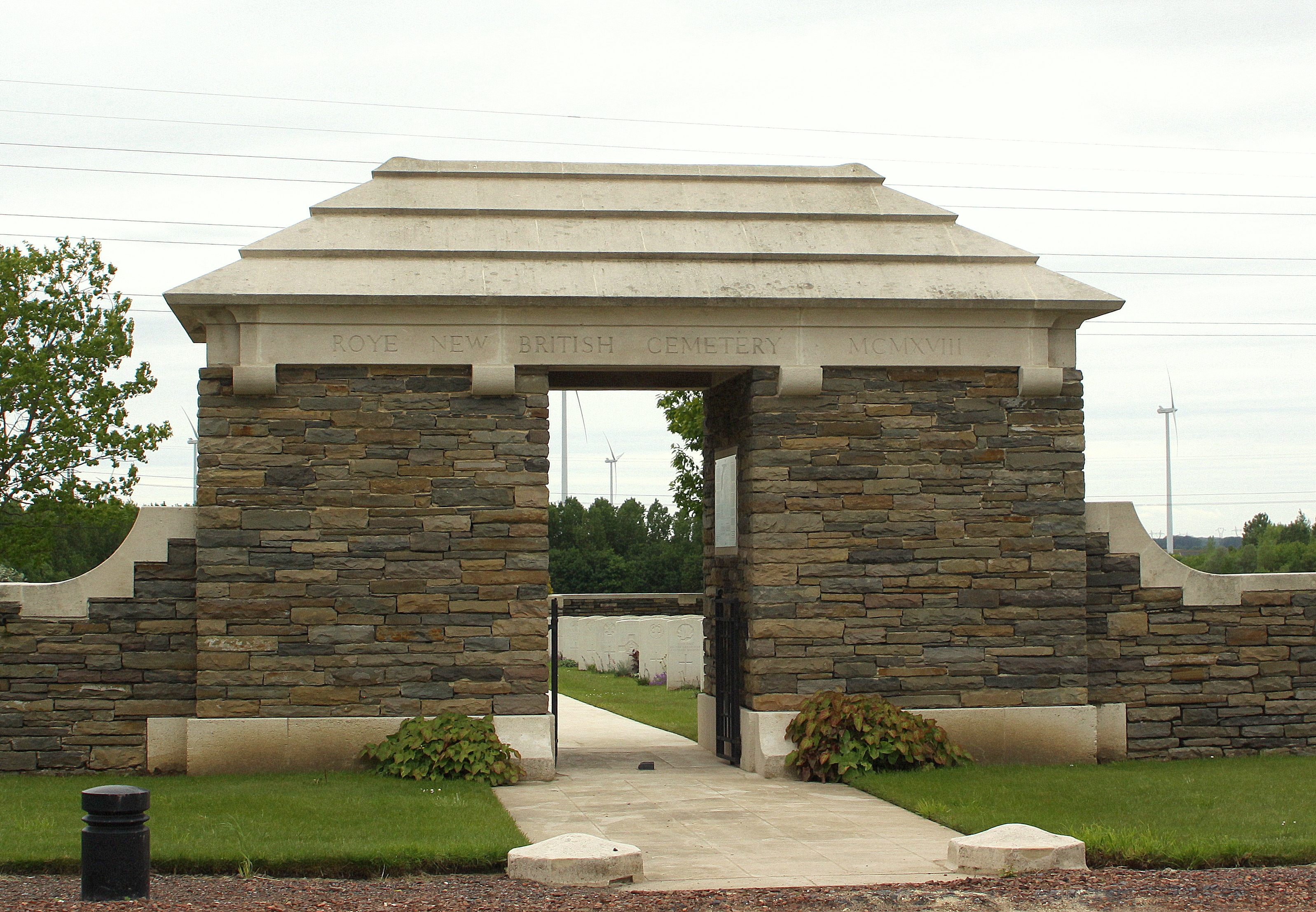

El següent diagrama mostra les poblacions més properes.